# 1960. március 28-i konzisztórium
Az 1960. március 28-i konzisztóriumot XXIII. János pápa hívta össze március 3-án. Összesen 10 új bíborost kreált, közülük 3 bíborost „in pectore”, akiknek neve soha nem került nyilvánosságra.
| Nº                     | Ország                 | Név                        | Életkor                | Hivatal                              |
| Pápaválasztó bíborosok | Pápaválasztó bíborosok | Pápaválasztó bíborosok     | Pápaválasztó bíborosok | Pápaválasztó bíborosok               |
| ---------------------- | ---------------------- | -------------------------- | ---------------------- | ------------------------------------ |
| 1                      | Olaszország            | Luigi Traglia              | 64                     | a Római egyházmegye segédpüspöke     |
| 2                      | Japán                  | Peter Tatsuo Doi           | 67                     | a Tokiói főegyházmegye érseke        |
| 3                      | Franciaország          | Joseph-Charles Lefèbvre    | 67                     | a Bourges-i főegyházmegye érseke     |
| 4                      | Hollandia              | Bernardus Johannes Alfrink | 59                     | az Utrechti főegyházmegye érseke     |
| 5                      | Fülöp-szigetek         | Rufino Jiao Santos         | 51                     | a Manilai főegyházmegye érseke       |
| 6                      | Tanzánia               | Laurean Rugambwa           | 47                     | a Rutabói egyházmegye püspöke        |
| 7                      | Olaszország            | Antonio Bacci              | 74                     | a Firenzei főegyházmegye áldozópapja |